# Hedge End
Hedge End è un comune e parrocchia civile dell'Inghilterra, appartenente alla contea dell'Hampshire.